# Komisariat Straży Celnej „Kamińsko”

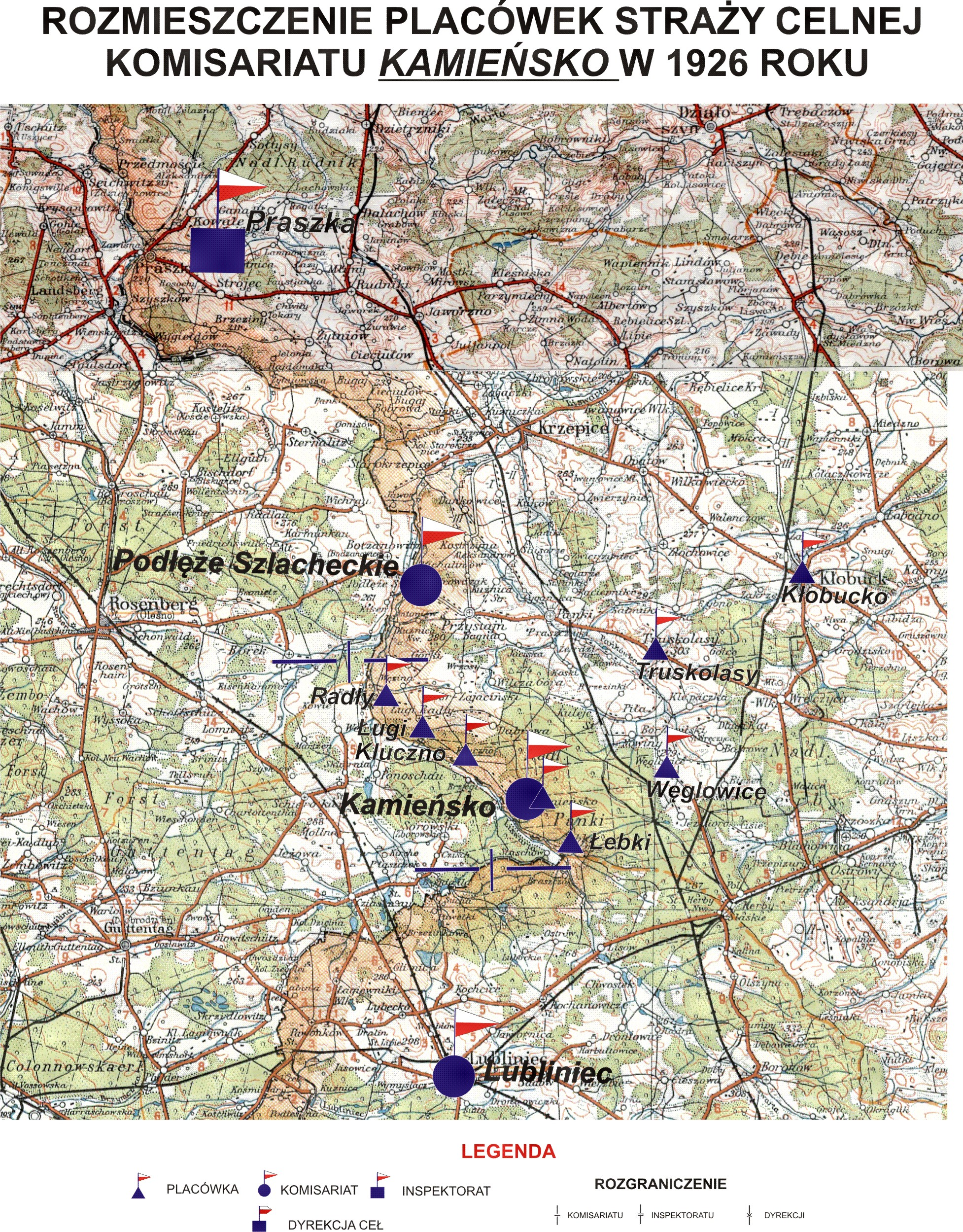
Rozmieszczenie placówek SC Komisariatu Kamieńsko

Komisariat Straży Celnej „Kamińsko” – jednostka organizacyjna Straży Celnej pełniąca służbę ochronną na granicy polsko-niemieckiej w latach 1922–1927.

## Formowanie i zmiany organizacyjne
Na wniosek Ministerstwa Skarbu, uchwałą z 10 marca 1920 roku, powołano do życia Straż Celną. Od połowy 1921 roku jednostki Straży Celnej rozpoczęły przejmowanie odcinków granicy od pododdziałów Batalionów Celnych. Proces tworzenia Straży Celnej trwał do końca 1922 roku. Komisariat Straży Celnej „Kamińsko”, wraz ze swoimi placówkami granicznymi, wszedł w podporządkowanie Inspektoratu Straży Celnej „Praszka”.
W drugiej połowie 1927 roku przystąpiono do gruntownej reorganizacji Straży Celnej. W praktyce skutkowało to rozwiązaniem tej formacji granicznej. Rozporządzeniem Prezydenta Rzeczypospolitej Polskiej Ignacego Mościckiego z 22 marca 1928 roku w jej miejsce powoływano z dniem 2 kwietnia 1928 roku Straż Graniczną.
Z dniem 27 kwietnia 1928 roku placówki I linii „Radły”, „Ługi” i „Kluczno” należące do komisariatu Straży Celnej „Kamieńsko” zostały przydzielone do komisariatu „Panki”.
Rozkazem nr 4 z 30 kwietnia 1928 roku w sprawie organizacji Śląskiego Inspektoratu Okręgowego dowódca Straży Granicznej gen. bryg. Stefan Pasławski powołał komisariat Straży Granicznej „Herby” z podkomisariatem „Panki”, który przejął ochronę granicy od rozwiązywanego komisariatu Straży Celnej.

## Służba graniczna
Sąsiednie komisariaty
- komisariat Straży Celnej „Podłęże Szlacheckie”  ⇔ komisariat Straży Celnej „Lubliniec” − 1926

## Funkcjonariusze komisariatu
Obsada personalna w 1927:
- kierownik komisariatu – starszy komisarz Józef Kozakiewicz
- pomocnik kierownika komisariatu – podkomisarz Romuald Jakimowicz

## Struktura organizacyjna
Organizacja komisariatu w 1926 roku:
- komenda komisariatu – Kamińsko
- oddział konny „Kamińsko” – strażnik Antoni Odrowski( 1121)
- placówka Straży Celnej „Łebki”
- placówka Straży Celnej „Kamińsko”
- placówka Straży Celnej „Kluczno”
- placówka Straży Celnej „Ługi”
- placówka Straży Celnej „Radły”
- placówka Straży Celnej II linii „Węglowice”[c]
- placówka Straży Celnej II linii „Truskolasy”
- placówka Straży Celnej II linii „Kłobucko”